# Пессер, Ханс
Иоганн Пе́ссер (нем. Johann Pesser; 7 ноября 1911, Вена — 12 августа 1986, Вена) — австрийский и немецкий футболист, играл на позиции нападающего. Участник чемпионата мира 1938 года. По окончании карьеры — футбольный тренер.

## Биография

### Клубная карьера
На протяжении футбольной карьеры Пессер играл только за венский «Рапид». В составе «зелёно-белых» он выиграл 4 чемпионских титула и Кубок Германии в 1938 году. Всего в общей сложности сыграл за «Рапид» 203 матча и забил 63 гола. Завершил карьеру игрока в 1942 году.

### Карьера в сборной
Дебютировал за сборную Австрии 24 марта 1935 года в товарищеском матче со сборной Италии — Австрия проиграла матч 0:2. Всего за сборную Австрии сыграл 8 матчей и забил 2 гола.
После аншлюса Австрии в марте 1938 года он стал игроком сборной Германии. Дебютировал за сборную Германии 14 мая 1938 года в матче со сборной Англии — Германия проиграла 3:6 и Пессер в том матче забил один из голов. Входил в состав сборной Германии на чемпионате мира 1938 года, где сыграл в матче со сборной Швейцарии — матч завершился вничью со счётом 1:1. Всего за сборную Германии сыграл 12 матчей и забил 2 гола.

### Тренерская карьера
По окончании карьеры возглавил венский «Рапид», с которым в качестве главного тренера выиграл 4 чемпионских титула и Кубок Австрии в 1946 году. Затем он работал главным тренером «Винер Шпорт-Клуба», с которым в 1958 и 1959 годах выиграл два чемпионских титула.
В 1960 году был назначен главным тренером венской «Адмиры», с которой в 1965 году выиграл Кубок Австрии. В 1966 году с этой командой оформил золотой дубль, выиграв чемпионат и Кубок Австрии. В апреле 1967 года возглавил сборную Австрии, с которой проработал до мая 1968 года.

### Смерть
Скончался 12 августа 1986 года в Вене в возрасте 74 лет.

## Достижения

### Как игрока
/ «Рапид» (Вена)
- Чемпион Австрии (4): 1934/35, 1937/38, 1939/40, 1940/41
- Обладатель Кубка Германии[6] (1): 1938
- Чемпион Германии[7] (1): 1940/41

### Как главного тренера
«Рапид» (Вена)
- Чемпион Австрии (4): 1945/46, 1947/48, 1950/51, 1951/52
- Обладатель Кубка Австрии (1): 1945/46

 «Винер Шпорт-Клуб»
- Чемпион Австрии (2): 1957/58, 1958/59

 «Адмира (Вена)»
- Чемпион Австрии (1): 1965/66
- Обладатель Кубка Австрии (2): 1963/64, 1965/66